# 高壓脊
高壓脊，是高壓延伸突出的部份，不論是大陸氣團或海洋氣團皆可見，在高壓脊的影響下因空氣塊作下沉運動，因此天氣穩定。
在閱讀地面天氣圖時，可以發現到高壓脊的存在。